# Meizhou
Meizhou (chiń. 梅州; pinyin Méizhōu) – miasto o statusie prefektury miejskiej w południowych Chinach, w prowincji Guangdong. W 2010 roku liczba mieszkańców miasta wynosiła 157 947. Prefektura miejska w 1999 roku liczyła 4 761 291 mieszkańców.
Siedziba rzymskokatolickiej diecezji Jiaying.